# Impactfactor
De impactfactor is een maat die weergeeft hoe vaak een wetenschappelijk tijdschrift geciteerd wordt. Hoe vaker de artikelen uit een bepaald wetenschappelijk tijdschrift in andere tijdschriften worden geciteerd, des te hoger de impactfactor.
Voor ieder jaar kan de impactfactor als volgt worden berekend:
{\displaystyle {\frac {\text{Aantal citaten in het referentiejaar voor alle artikelen van de afgelopen twee jaar}}{\text{Aantal artikelen van de afgelopen twee jaar}}}}
De impactfactor is onder andere bedoeld om (mede) een indruk te geven van het relatieve aanzien (prestige) van een tijdschrift. Voor wetenschappers is de impactfactor van belang, omdat het lang gezien werd als maat voor de relatieve aanzien (het belang) van het tijdschrift. Naarmate hun publicaties in tijdschriften met een hogere impactfactor worden gepubliceerd, kunnen hun carrièrekansen stijgen. De VSNU onderkent echter dat de impactfactor geen kwaliteitsmaat is voor wetenschappers en is tegen het gebruik daarvan.
Jaarlijks publiceert Clarivate Analytics (voorheen het "Institute for Scientific Information" en later Thomson Scientific) een lijst met de door hen berekende impactfactoren, die worden gepubliceerd in de jaarlijkse publicatie "Journal Citation Reports".
Ter indicatie: toptijdschriften als Science en Nature hebben een impactfactor van rond de 30; een tijdschrift als Physical Review Letters, dat wel het belangrijkste tijdschrift op natuurkundig gebied kan worden genoemd, heeft een impactfactor van rond de 7; en meer gespecialiseerde tijdschriften als de andere onderdelen van Physical Review komen rond de 2,5 uit (gegevens van 2006).
De impactfactor kan door verscheidene oorzaken vertekend worden. Zo hebben veel "review"-tijdschriften forse impactfactoren: de artikelen daarin zijn overzichtsartikelen van vakgebieden, en deze worden onevenredig veel geciteerd. Als voorbeeld heeft Reviews of Modern Physics, het review-tijdschrift uit de Physical Review-serie, een impactfactor van rond de 50. Daarnaast is er ook een sterke variatie tussen verschillende vakgebieden. De hoogte van de impactfactor zegt vaak meer iets over de grootte van een bepaald vakgebied dan over het 'belang' ervan, en is voornamelijk geschikt om gelijksoortige tijdschriften op hetzelfde vakgebied te vergelijken.